# Erich Kleiber

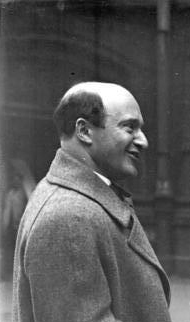
Erich Kleiber

Erich Kleiber, född 5 augusti 1890 i Wien, död 27 januari 1956 i Zürich, var en österrikisk dirigent. 
Efter studier i Prag började han sin dirigentkarriär, som 1923 skulle föra honom till posten som musikalisk ledare vid Berlins statsopera. Tjänsten fick han efter ett lysande framförande av Beethovens Fidelio, men han var också en förespråkare för samtida musik. T.ex. ledde han 1925 premiären på Alban Bergs opera Wozzeck. Kleiber, som inte själv var jude, avgick i protest från sin tjänst vid operan när nazistpartiet brännmärkte Bergs andra opera, Lulu, som Entartete Musik (degenererad eller urartad musik).
Han flyttade till Sydamerika och lyckades få dit världsstjärnor som Kirsten Flagstad och Set Svanholm. 1938 blev han argentinsk medborgare. Efter kriget återfick han sin tjänst vid Berlins statsopera, då i DDR, men avgick efter första föreställningen när han fann att den nya regimen också satte politiska begränsningar för musiklivet. Efter det tillbringade han resten av sin karriär som frilansare. 
Hans son, Carlos Kleiber, gick i faderns fotspår och blev också dirigent med världsrykte.